# Жигурс, Янис
Янис Жигурс (латыш. Jānis Žīgurs, 1 марта 1915 — 30 августа 1988) — латвийский писатель и переводчик.

## Биография
Янис Жигурс родился 1 марта 1915 года в городе Феллин Лифляндской губернии Российской империи (ныне эстонский город Вильянди).
Окончил 2-ю Рижскую городскую гимназию и курсы эстонского языка в Тарту (1937).
Работал на Латвийском радио (1939—1941), в Государственном художественном ансамбле Латвийской ССР (1942—1944). Был одним из основателей Государственного театра кукол Латвийской ССР, его директором и художественным руководителем. Женился на Амариллис Лиекна, дочери писателя Эдварта Вирзы и поэтессы Элзы Стерсте. Отец писательницы и дипломата Анны Жигуре. В 1951 г. был уволен из театра кукол как родственник репрессированного — после того, как Стерсте была осуждена на 25 лет лишения свободы по делу так называемой «французской группы». В 1953 году восстановлен в должности.
Печататься начал с 1933 года. Автор романов «Люди дюны» (1964) и «Крест и якорь» (1975), книги воспоминаний о латвийской поэтессе Мирдзе Кемпе «Сгоревший портрет» (1988). Переводил на латышский язык произведения эстонских писателей Майта Метсанурка, Антона-Хансена Таммсааре и Юхана Смуула.
Член Союза писателей Латвийской ССР (с 1965 года), заслуженный деятель культуры Эстонской ССР (1975). 
Лауреат Литературной премии Эстонской ССР имени Юхана Смуула (1975).
Умер 30 августа 1988 года. Похоронен на рижском Кладбище Райниса.